# زمین‌لرزه ۱۹۴۵ ترکیه
زمین‌لرزه ترکیه  در تاریخ ۲۰ مارس ۱۹۴۵ میلادی، برابر با ‎۲۹ اسفند ۱۳۲۳، ساعت ۷:۵۹:۰۰ به زمان یوتی‌سی در ترکیه رخ داد. ژرفای این زلزله ۶۰ کیلومتر بود. بزرگی آن ۶ در مقیاس ریشتر اعلام شده‌است. زمین‌لرزه به وقت محلی در روز سه‌شنبه، ساعت ۹ روی داده و منطقه زمانی آن یوتی‌سی +۲ بوده‌است (با لحاظ تغییر ساعت تابستانی).
سازمان زمین‌شناسی آمریکا نیز جای این زمین‌لرزه را در مختصات ۳۷°۲۴′شمالی ۳۵°۴۸′شرقی / ۳۷٫۴°شمالی ۳۵٫۸°شرقی و بزرگی آنرا برابر با ۶ در مقیاس ریشتر اعلام کرده‌است. ژرفای گزارش شده از سوی این سازمان ۶۰ کیلومتر می‌باشد.
شمار کشتگان زلزله حدود ۳۰۰ نفر بوده‌است. 